# Benjamin Oliver Foster
Benjamin Oliver Foster (* 13. August 1872 in Bangor, Maine; † 22. Juni 1938 in Palo Alto) war ein US-amerikanischer Klassischer Philologe.

## Leben
Benjamin Oliver Foster, der Sohn eines Arztes, studierte ab 1892 an der jungen Stanford University (B.A. 1895). Für seine Graduate Studies ging er an die Harvard University, wo er 1897 den Mastergrad erreichte und 1899 mit einer Dissertation über altlateinische Formenlehre promoviert wurde. Anschließend erhielt er das Parker-Stipendium, das ihm einen einjährigen Aufenthalt an der American School of Classical Studies in Rome ermöglichte.
Nach seiner Rückkehr arbeitete Foster zunächst als Acting Professor am Normal College of Michigan. Nach einem Jahr (1901) erhielt er eine Dozentenstelle (Instructor) an der Stanford University, wo er den Rest seiner Laufbahn verbrachte. Er wurde 1905 zum Assistant Professor und 1910 zum Associate Professor ernannt. Nach einer Gastprofessur an der Universität Chicago (1925/1926) wurde er zum Full Professor ernannt. Nach einem Jahr als Präsident der Philological Association of the Pacific Coast (1932/1933) wurde er zum Chair of the Department of Greek and Latin ernannt. 1937 wurde er emeritiert.
An der nahegelegenen Universität Berkeley war Foster bereits 1908 und 1913 Gastprofessor gewesen. Für das Jahr 1937/1938, das erste Jahr seines Ruhestands, wurde er als Sather Professor eingeladen, konnte dem Ruf aber aus gesundheitlichen Gründen nicht folgen. Er starb am 22. Juni 1938 im Alter von 65 Jahren.
In Lehre und Forschung beschäftigte sich Foster besonders mit der römischen Literatur und Geschichte, die er von der Republik bis zur späten Kaiserzeit behandelte. Sein Hauptwerk ist eine zweisprachige Ausgabe des Geschichtswerks von Livius in der Loeb Classical Library. Foster bearbeitete die ersten fünf der 14 Bände, welche die Bücher 1–22 umfassten. Als Textgrundlage wählte er die Berliner Ausgabe von Wilhelm Weißenborn und Hermann Johannes Müller (1844–1912) und die Oxford-Ausgabe von Robert Seymour Conway (1864–1933) und William Charles Flamstead Walters (1859–1927).
Fosters Übersetzung erfuhr breite Anerkennung. Gelobt wurde besonders der fünfte Band, dem Foster (was damals ungewöhnlich war) mehrere Karten und eine ausführliche Bibliografie zufügte.

## Schriften (Auswahl)
- Livius / Livy. Ab urbe condita. Fünf Bände, New York/London 1919–1929 (zahlreiche Nachdrucke)